# Agonocryptus ruficrus
Agonocryptus ruficrus là một loài tò vò trong họ Ichneumonidae.